# Mamoiada

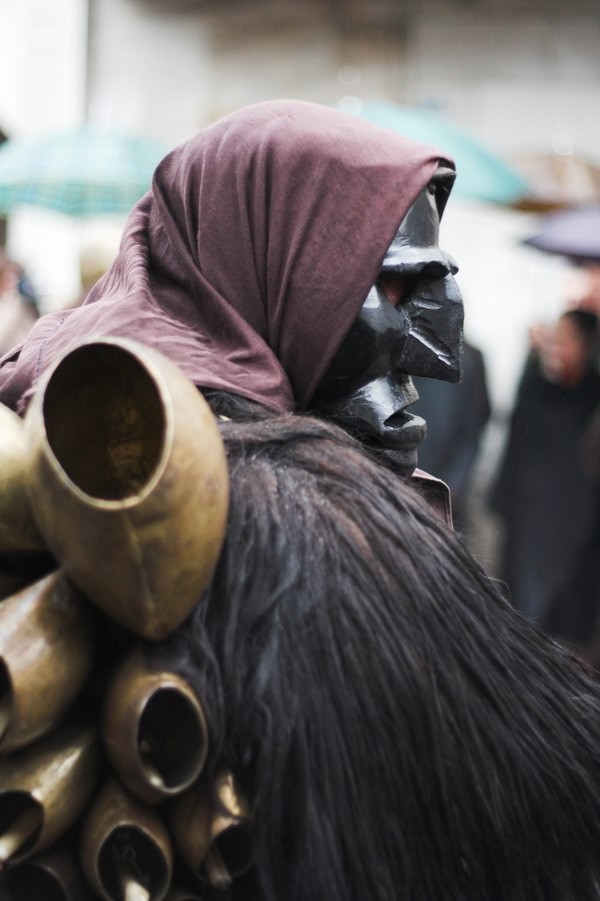
Trang phục carnival

Mamoiada là một đô thị ở tỉnh Nuoro ở vùng Sardinia của Italia, tọa lạc cách khoảng 110 km về phía bắc của Cagliari và cách khoảng 12 km về phía tây nam của Nuoro. Tại thời điểm ngày 31 tháng 12 năm 2004, đô thị này có dân số 2.582 người và diện tích là 49 km².
Thị xã này nổi tiếng với trang phục carnival truyền thống.
Mamoiada giáp các đô thị: Fonni, Gavoi, Nuoro, Ollolai, Orani, Orgosolo, Sarule.